# Midsommareldar vid oväder
Midsommareldar vid oväder är en oljemålning av Karl Nordström. Den målades år 1900 och är utställd på Thielska galleriet i Stockholm.
Två eldar brinner på berget högt över havet och röken sprider sig med vinden. Ett stämningsfullt blått ljus vilar över målningen. Motivet i målningen är hämtat från Tjörn, ön där Nordström var född och där han kom att hämta flera motiv, till exempel Hoga dal på Tjörn (1897) och Kyrkesund (1911).